# Хассан, Юсеф
Юсеф Хассан (араб. يوسف حسن‎; род. 24 мая 1996, Катар) — катарский футболист, вратарь клуба «Аль-Гарафа» и национальной сборной Катара. Обладатель Кубка Азии 2019 года.

## Клубная карьера
Родился 24 мая 1996 года. Воспитанник катарской футбольной академии ASPIRE, после окончания которой занимался в юношеской команде испанского клуба «Вильярреал».
В 2014 году заключил контракт с клубом «Аль-Гарафа». Через год, так и не дебютировав в основной команде, был арендован бельгийским клубом «Эйпен», в котором провёл один сезон так же не приняв участия не в одной официальной игре.
В 2016 году вернулся в клуб «Аль-Гарафа», где вскоре стал основным голкипером.

## Выступления за сборные
В 2014 году дебютировал в составе юношеской сборной Катара, принял участие в 6 играх на юношеском уровне, пропустил 6 голов.
В течение 2015—2018 годов привлекался к составу молодёжной сборной Катара. На молодёжном уровне сыграл в 8 официальных матчах, пропустил 19 голов.
В 2018 году дебютировал в официальных матчах в составе национальной сборной Катара. В составе сборной был участником кубка Азии по футболу 2019 года в ОАЭ, где был одним из резервистов основного вратаря сборной Саада аль-Шиба, на поле не выходил. Вместе со сборной выиграл этот турнир. В этом же году вместе со сборной принимал участие в Кубке Америке в Бразилии, однако не в одном матче на поле не выходил. В 2021 году был в сборной на Золотом кубке КОНКАКАФ в США, на турнире снова не играл. В 2022 году был в составе сборной на домашнем чемпионате мира.

## Титулы и достижения
- Победитель Юношеского (U-19) кубка Азии: 2014
- Обладатель Кубка Азии по футболу (1): 2019